# 尼爾·艾格
尼爾·艾格 （William Neil Adger，1964年—）為埃克塞特大学的人文地理學教授。尼爾·艾格於2001獲得Philip Leverhulme獎，且是湯森路透常引用的學者。也是政府間氣候變化專門委員會的主要召集人。
尼爾·艾格於愛丁堡大學取得經濟學碩士，於倫敦大學懷學院取得農業經濟碩士，在1998年於東英吉利大學環境科學學院取得博士學位。